# Psychopathologischer Befund
In einem psychopathologischen Befund werden die Ergebnisse einer systematischen psychologischen oder psychiatrischen Untersuchung zusammengefasst. Er dient zusammen mit anderen Angaben der Diagnosefindung und besteht hauptsächlich aus einer Auflistung störungsrelevanter psychopathologischer Symptome („Items“), zum Beispiel Wahn, Depressivität, Gedächtnisstörungen oder Bewusstseinslage.
Der psychopathologische Befund ist (wie ärztliche Berichte in anderen medizinischen Fachgebieten auch) eine standardisierte Zusammenfassung bedeutsamer Einzeltatsachen und dient der schnellen Information darüber, „was der Arzt oder Psychologe herausgefunden hat“. Er besitzt insofern einen fachlich objektiven Charakter und die Inhalte des Berichtes unterliegen der ärztlichen Schweigepflicht. Es gibt zahlreiche strukturierte und halbstrukturierte Interviews, die der Standardisierung des psychopathologischen Befundes dienen. In Deutschland ist das AMDP-System verbreitet.

## Befunderhebung
Der psychopathologische Befund wird durch Ärzte oder Psychologische Psychotherapeuten, Heilpraktiker für Psychotherapie sowie Kinder- und Jugendlichenpsychotherapeuten erhoben. Die Untersuchung ist gewöhnlich in einen eher freien und einen eher strukturierten Teil gegliedert und ihre Ausführlichkeit hängt stark von der Untersuchungssituation ab (Notfall, Kommunikationsbarrieren etc.). Es wird meist mit dem freieren Teil begonnen, in dem der Untersucher vor allem offene Fragen stellt, um den Patienten zum freien Bericht zu motivieren. Dieser Teil dient dazu einen Eindruck von der Persönlichkeit, den Beschwerden und dem allgemeinen psychischen Zustand des Patienten zu erlangen. Danach wird in den strukturierten Teil gewechselt, in dem hauptsächlich geschlossene, zielgerichtete Fragen gestellt werden. Dabei werden konkrete Symptome abgefragt, typische Merkmalskonstellationen überprüft und die Informationen aus dem freien Patientenbericht ergänzt.

## Befundbericht
In den schriftlich verfassten Befundbericht fließen Angaben des Untersuchten (Patient), Verhaltensbeobachtung (durch Drittpersonen wie z. B. Angehörige aber auch durch den Untersucher) und die Beurteilung durch den Untersucher ein. Ein psychopathologischer Befund im engeren Sinne listet ausschließlich Defizite auf. Um dennoch ein lebendiges Bild des Patienten entstehen zu lassen, stellen manche Untersucher dem Befund ein oder zwei Sätze voran, in der sie die erste Begegnung subjektiv beschreiben oder wesentliche interaktionelle Auffälligkeiten und eigene Eindrücke festhalten. Für eine Gesamtbeurteilung des Patienten sind auch Hinweise auf seine Ressourcen und Fähigkeiten hilfreich, diese sind aber nicht Bestandteil des Befundes im engeren Sinne.

## Bedeutung
Da psychiatrische Diagnosen im Laufe der Zeit Änderungen unterworfen sind, kommt dem psychopathologischen Befund eine besondere Bedeutung zu. So ist es auch noch nach Jahren möglich, eine Diagnose nach den dann gültigen Richtlinien zu stellen. Die Veränderung des psychopathologischen Befunds über die Zeit bzw. über die Dauer der Erkrankung kann wichtige Hinweise auf diagnostische Zusammenhänge geben und ist das Hauptmittel zur Beurteilung des klinischen Verlaufs (Besserung, Verschlechterung etc.).

## Bestandteile
Der psychopathologische Befund hat verschiedene Bestandteile. Er dokumentiert sämtliche Veränderungen und Auffälligkeiten, die für die psychische Störung des jeweiligen Patienten bedeutsam sind: Erscheinung (z. B. gepflegt, unordentlich, verwahrlost), Verhalten, Ausdruck, innerpsychische Erlebnisstörungen (die erfragt werden müssen, z. B. Halluzinationen, abnorme Leibgefühle oder innere Unruhe.)

### Ausdrucksstörungen
Zu den Ausdrucksstörungen zählen vor allem das äußere Erscheinungsbild und das soziale und situative Verhalten. Der Untersucher kann hier die Psychomotorik und den Antrieb, die Mimik, den sprachlichen Ausdruck und das Sprechverhalten beschreiben. Im weiteren Sinne beobachtbare Veränderungen betreffen auch die Bewusstseinslage (quantitative und qualitative Störungen) des Patienten.

### Erlebnisstörungen
Als Erlebnisstörung bezeichnet man alle Veränderungen, die sich nur oder vornehmlich durch den Bericht des Patienten über sein inneres Erleben erschließen. Hierzu zählt auch Änderungen des Gefühls- und Gemütslebens, insbesondere traurige oder gehobene Stimmung. Die Auswirkungen von Stimmungsänderungen kann man häufig im Verhalten beobachten, etwa die gehobene Stimmung im Rahmen einer Manie. Die Störungen des formalen Denkens, wie etwa das verlangsamte Denken sowie inhaltliche Denkstörungen (Wahn und Halluzination) erschließen sich nur, wenn Patienten sie dem Untersucher berichten oder bereit sind, sie bei gezielter Befragung zu bestätigen.

### Kognitive Störungen
Viele psychische Störungen, vor allem die Demenzen, gehen mit einer Störung kognitiver Fähigkeiten einher. Diese sind in aller Regel einer objektiven Prüfung zugänglich. Geprüft wird die Orientierung sowie Aufmerksamkeit, Gedächtnis, Merkfähigkeit, Konzentration und Handlungsplanung. Die Prüfung der Orientierung umfasst die zeitliche (kann der Patient das Datum angeben?), örtliche (weiß der Patient, wo er sich befindet?) und die zur eigenen Person (kann der Patient zutreffende Angaben über sich machen?).

### Sonstige Störungen
Zu ihnen zählen zirkadiane Auffälligkeiten (Rhythmusstörungen). Damit sind Veränderungen im Tagesverlauf gemeint, wie etwa das morgendliche Stimmungstief bei depressiven Patienten. Patienten mit psychosomatischen Beschwerden berichten nicht selten von organisch nicht begründbaren körperlichen Störungen und Schmerzen. Im Rahmen mancher Erkrankungen tritt Suizidalität oder Fremdgefährdung auf. Einige psychische Störungen gehen definitionsgemäß mit einer verminderten Intelligenz einher. Auffälligkeiten im Verhalten, Aggressivität, Selbstbeschädigungstendenz, Krankheitsgefühl und – einsicht und Suchtverhalten sind weitere Items.